# Giuseppe Parini

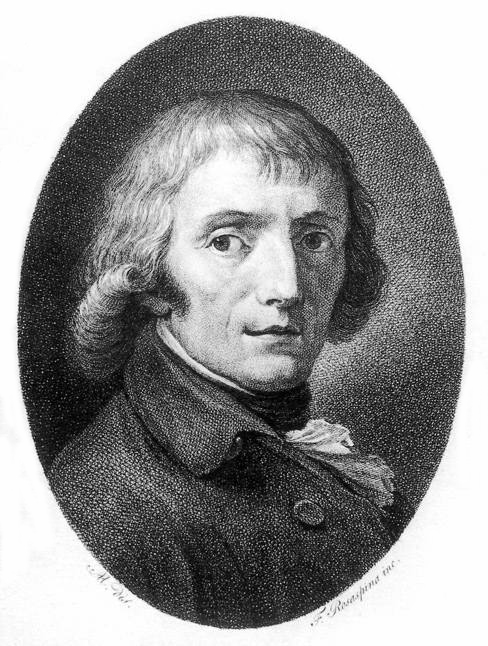
Giuseppe Parini, litografiskt porträtt av Rosaspina.

Giuseppe Parini, född 23 maj 1723, död 15 augusti 1799, var en italiensk poet.
Efter prästexamen vistades Parini som informator i adliga hus. Sin intima kännedom om dessa miljöer utnyttjade han i sitt mest berömda verk, Il giorno (1763-1766), ett satiriskt epos, som skildrar en ung ädlings dag från morgon till kväll. I upplysningstidens anda har Parini även skrivit en rad andra verk på prosa och vers, bland annat oden. Hans Opere utgavs 1801-1804.